# Gregorio Álvarez
Pour les articles homonymes, voir Álvarez.
Gregorio Álvarez, né le 26 novembre 1925 à Montevideo[réf. nécessaire] et mort le 28 décembre 2016 dans la même ville, est un général et homme d'État uruguayen.
Il est président de la République de facto de 1981 à 1985 au cours de la dictature militaire (1973-1985).

## Biographie
En octobre 2009, Gregorio Álvarez est condamné à 25 ans de prison pour crime contre l'humanité commis durant l'exercice de sa présidence de facto, mais aussi en 1973. Les liquidations de 1973 étaient qualifiées à l'époque d'« actions anti-subversives ».
Il meurt le 28 décembre 2016 à l'âge de 91 ans.